# 닉 밸런시
니콜라스 밸런시(영어: Nicholas Valensi, 1981년 1월 16일~)는 미국 록 밴드 스트록스의 리드 및 리듬 기타리스트 역할로 가장 잘 알려진 미국 음악가다. 2001년부터 이 밴드는 6개의 정규 앨범을 발매했으며, 그 중 일부는 키보디와 백 보컬에도 기여했다. 2013년에는 밴드 CRX를 설립하여 가수, 작곡가, 리드 및 리듬 기타리스트로 활동하고 있다. 데뷔 앨범인 New Skin은 2016년에 발매되었으며, 2019년 앨범 Peek에 이어 발매되었다. 또한 발렌시는 시아, 레지나 스페크토르, 케이트 피어슨 등 다양한 아티스트와 함께 작곡가 및 세션 기타리스트로 활동했다.